# Stukačovité
Stukačovité (Hernandiaceae) je čeleď nižších dvouděložných rostlin z řádu vavřínotvaré. Jsou to dřeviny s jednoduchými, střídavými, aromatickými listy. Květy jsou pravidelné nebo lehce souměrné, uspořádané ve vrcholičnatých květenstvích, plodem je peckovice nebo oříšek.
Čeleď zahrnuje asi 60 druhů v 5 rodech. Je rozšířena v tropech všech kontinentů. Řada druhů má význam v tradiční medicíně, některé druhy jsou těženy pro dřevo nebo pěstovány jako okrasné dřeviny.

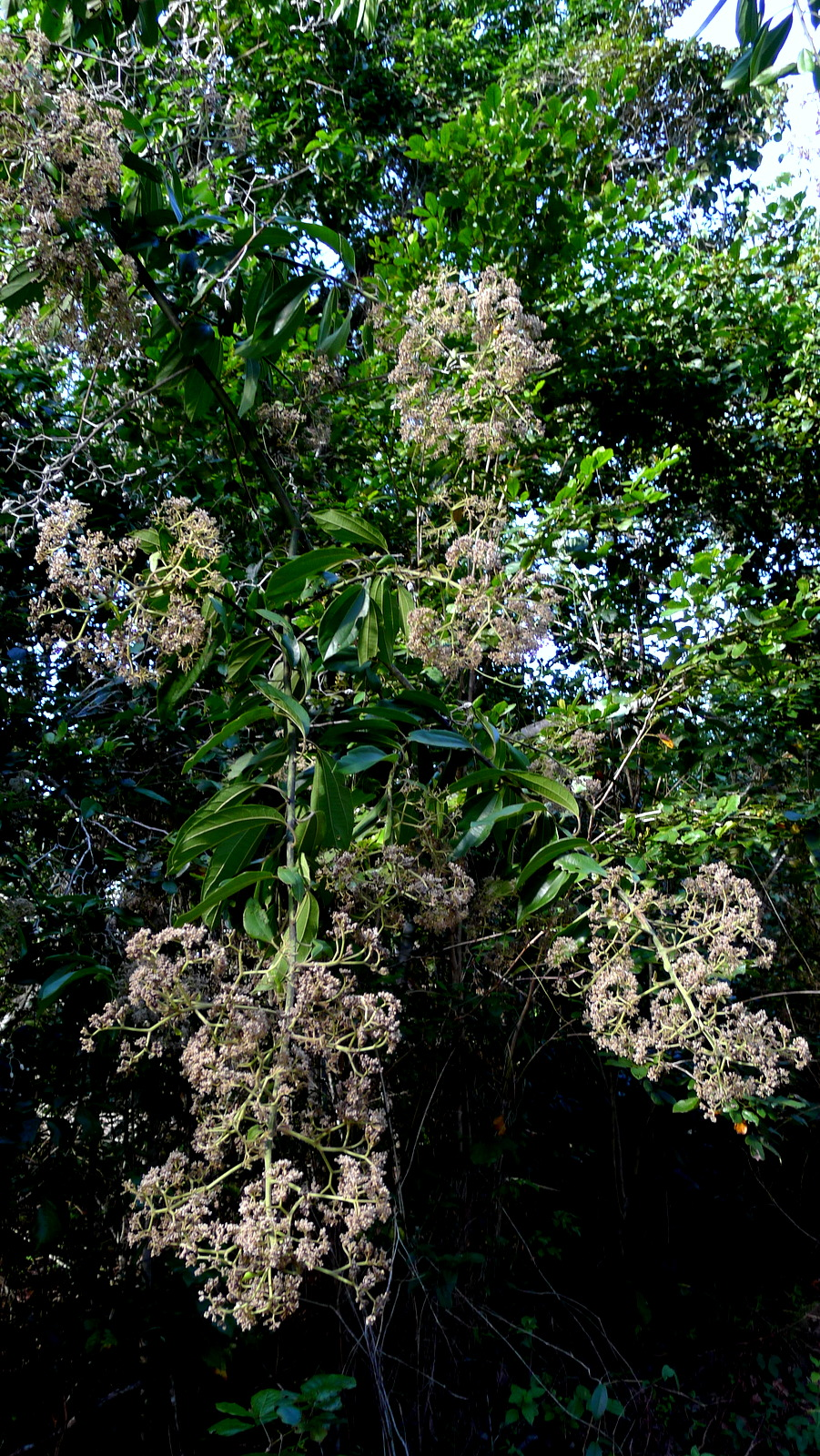
Kvetoucí liána Sparattanthelium botocudorum

## Popis
Zástupci čeledi stukačovité jsou stálezelené nebo opadavé keře, stromy či dřevité liány se střídavými listy bez palistů. Listy jsou aromatické, celokrajné, s celistvou, dlanitě laločnatou nebo i dlanitě složenou čepelí. Žilnatina listů je zpeřená, dlanitá nebo znožená. Květy jsou jednopohlavné nebo oboupohlavné, pravidelné nebo lehce dvoustranně souměrné (Sparattanthelium), uspořádané do vrcholíků či thyrsoidů. Rostliny jsou jednodomé nebo polygamní, výjimečně dvoudomé. Okvětí je rozlišené na kalich a korunu nebo sepaloidní, buď po 3 až 4 ve dvou kruzích nebo v počtu 4 až 8 v jednom kruhu. Tyčinek je 3 až 5 (až 7) a jsou volné. Semeník je spodní, monomerický (tvořený jediným plodolistem), s jediným vajíčkem. Čnělka je krátká nebo prodloužená, zakončená vrcholovou bliznou. Plodem je jednosemenná peckovice nebo oříšek. U rodů stukač a Hazomalania je plod obklopený obalem ze zvětšených listenů, u některých rodů jsou plody křídlaté, typu samara.

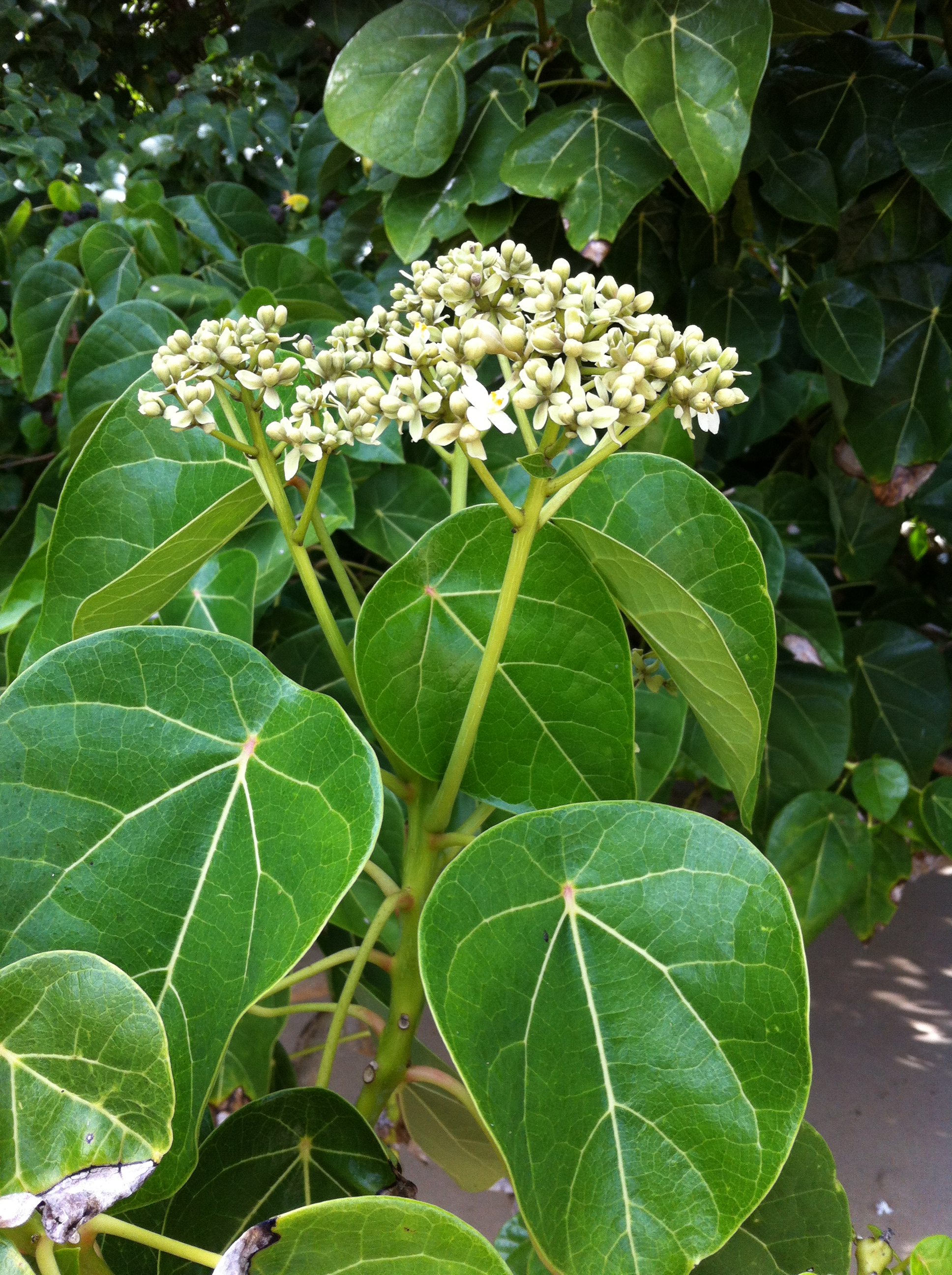
Květenství stukače leknínolistého (Hernandia nymphaeifolia)
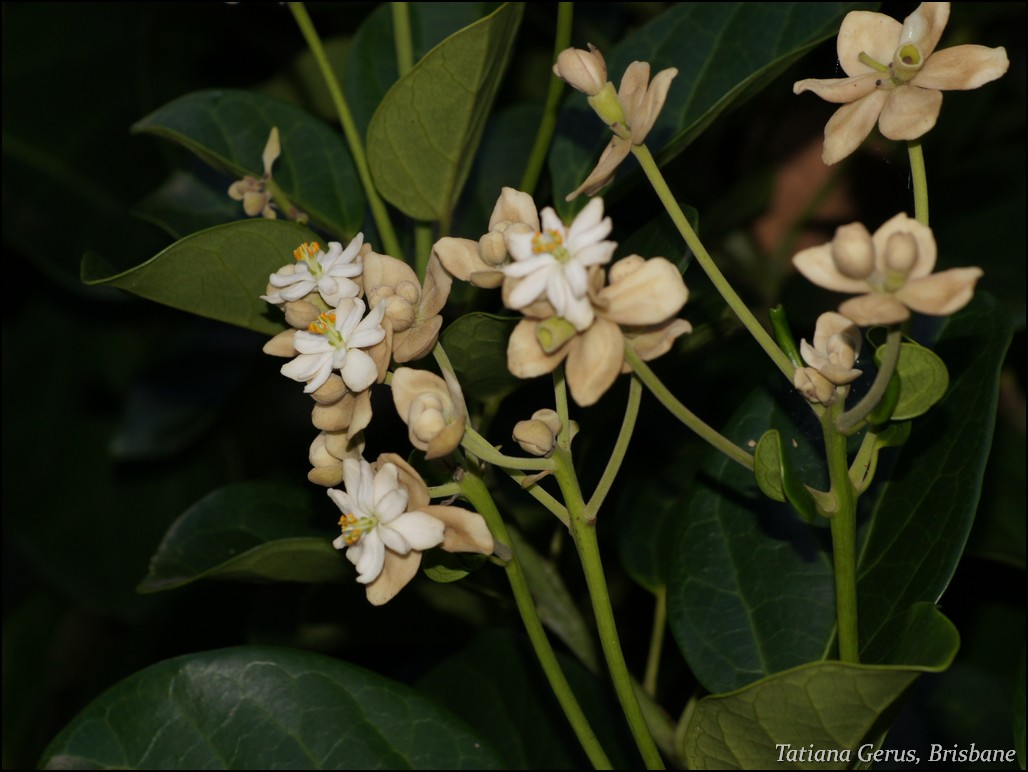
Květy stukače Hernandia moerenhoutiana
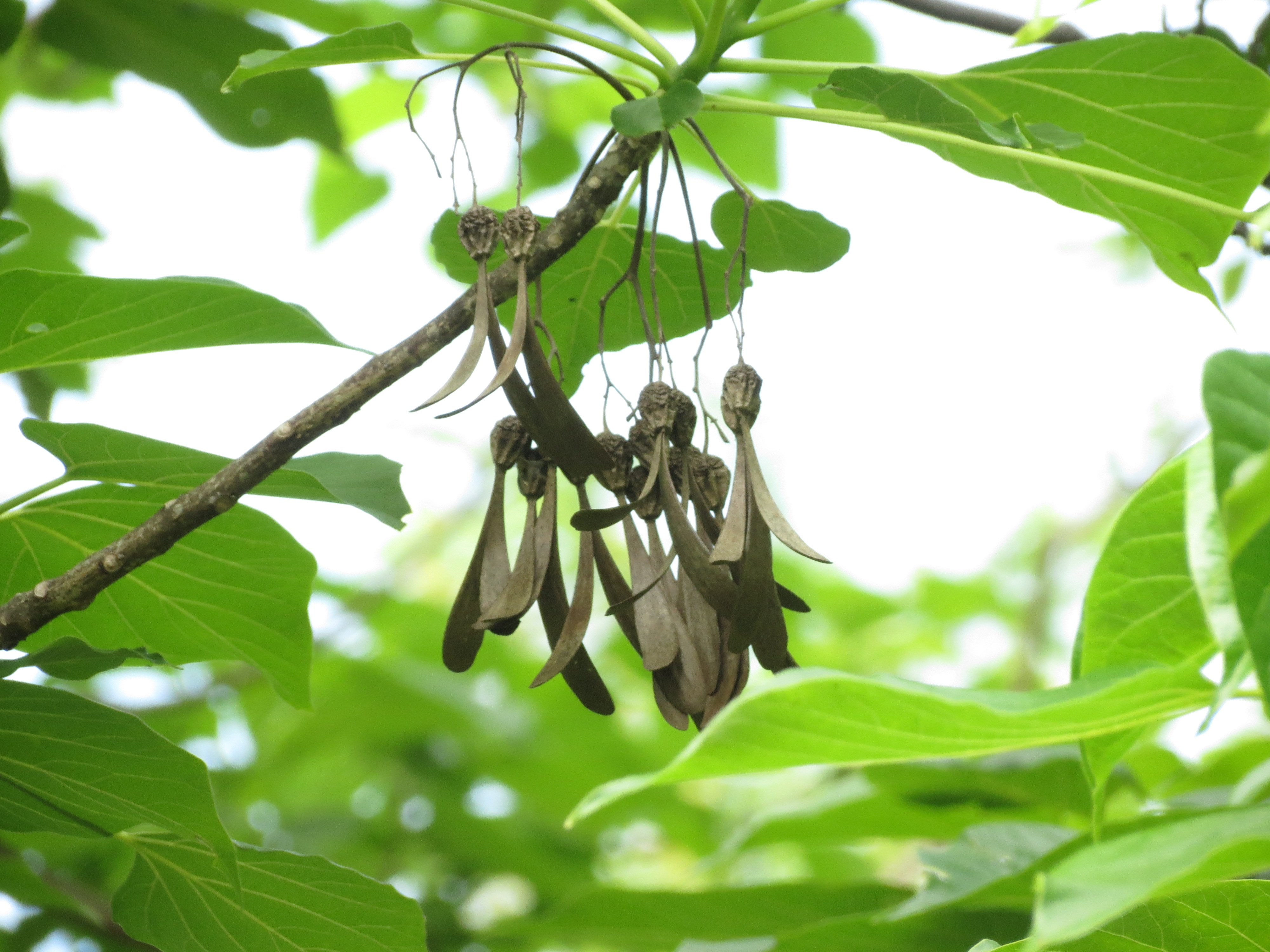
Křídlaté plody Gyrocarpus americanus

## Rozšíření
Čeleď stukačovité zahrnuje asi 60 druhů ve 4 rodech. Největším rodem je stukač. Čeleď je rozšířena v tropech celého světa. Rody gyrokarpus a stukač jsou pantropické, Illigera se vyskytuje v tropech Starého světa, Sparattanthelium v tropické Americe, monotypický rod Hazomalania je endemit Madagaskaru.
Většina zástupců roste ve vlhkých tropických nížinách, několik druhů se vyskytuje v oblastech s periodickým obdobím sucha. Dva druhy (stukač leknínolistý a gyrokarpus americký) jsou vázány na mořská pobřeží. Druh Gyrocarpus americanus se prostřednictvím mořských proudů rozšířil do tropická pobřeží všech kontinentů a v některých oblastech zasahuje i do nitra kontinentů.

## Ekologické interakce
O opylování květů není mnoho známo. Druhy rodů stukač a Illigera mají vonné květy s nektarem, které jsou pravděpodobně opylovány hmyzem, zatímco drobné a nevonné květy rodu gyrokarpus a Sparattanthelium jsou pravděpodobně větrosprašné.
Plody většiny druhů stukače jsou červeně zbarvené a jsou vyhledávány a šířeny zvířaty. Oplodí plodů přímořských druhů obsahuje nadnášející houbovité pletivo. Tyto plody se šíří mořskými proudy a jsou schopny plavat na hladině několik měsíců. Křídlaté plody jsou na krátké vzdálenosti roznášeny větrem. Oříšky rodu Sparattanthelium jsou pravděpodobně vyhledávány a šířeny hlodavci.

## Taxonomie
Některé zdroje uvádějí pouze 4 rody čeledi a rod Hazomalania v nich není uváděn.
Podle molekulárních studií jsou nejblíže příbuznými čeleděmi vavřínovité (Lauraceae) a Monimiaceae.

## Zástupci
- gyrokarpus (Gyrocarpus), též víroplod
- stukač (Hernandia)[4][5]

## Význam
Lehké a měkké dřevo přímořského stukače leknínolistého (Hernandia nymphaeifolia) je místně využíváno na plováky, dřeváky, psací tabule, nábytek apod. Druh Hernandia ovigera je v tropech pěstován jako okrasný pouliční strom. Některé druhy jsou využívány v domorodé medicíně, např. Illigera luzonensis, Illigera rhodantha a jiné druhy tohoto rodu v tropické Asii, Hernandia guianensis v Guyaně, Hernandia nymphaeifolia a Gyrocarpus americanus v tropické Africe a Asii nebo Sparattanthelium amazonum v Jižní Americe.

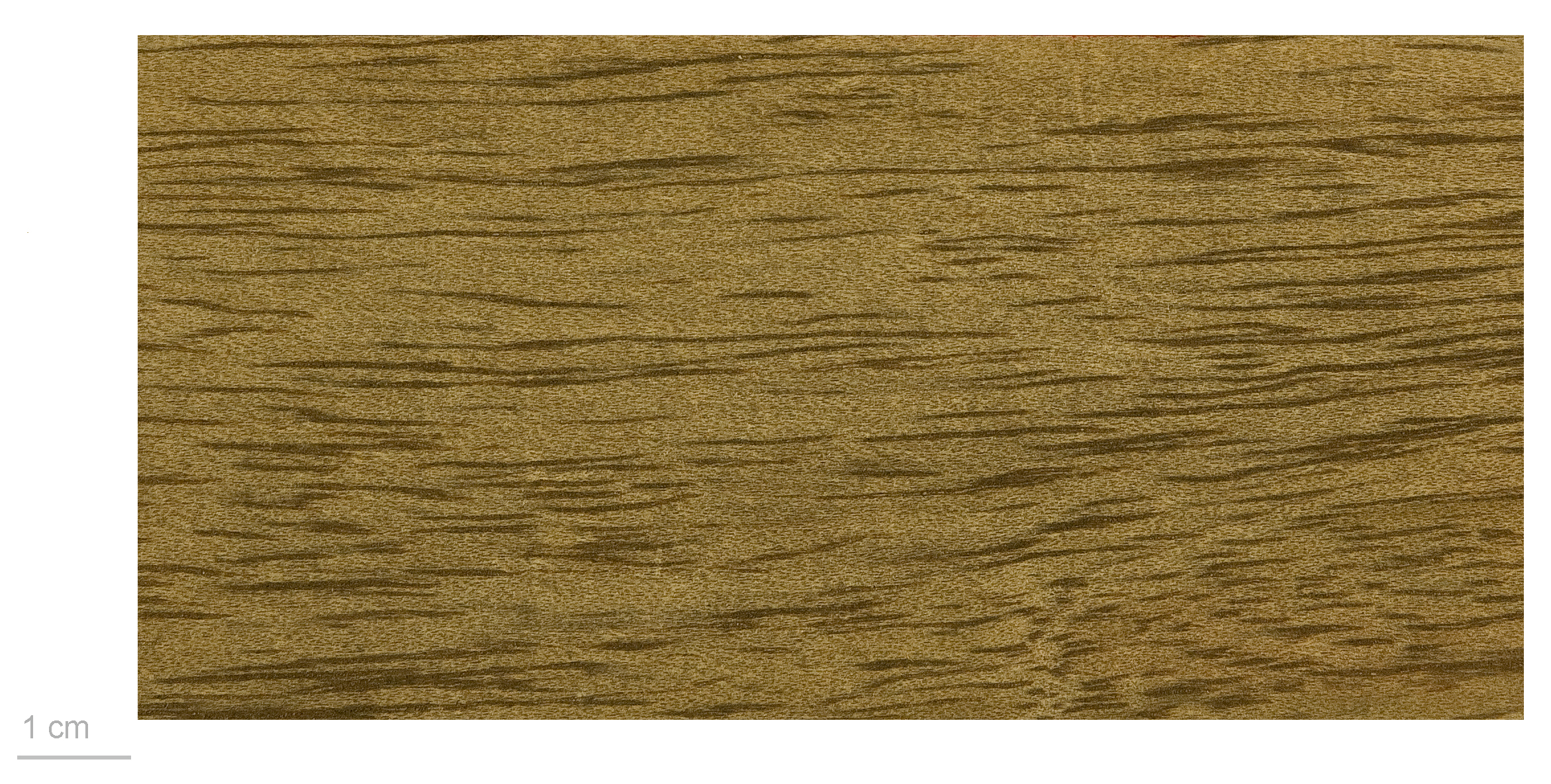
Dřevo Hernandia cordigera

## Přehled rodů
Gyrocarpus,
Hernandia (včetně Hazomalania),
Illigera,
Sparattanthelium